# Nessun dorma
Nessun dorma (italienisch für ‚Keiner schlafe‘) ist die Arie des Prinzen Kalaf zu Beginn des 3. Aktes der Oper Turandot von Giacomo Puccini, die 1926 in Mailand uraufgeführt wurde.
In der Oper, deren Handlung vor 3000 Jahren im chinesischen Reich spielt, löst der fremde Prinz Kalaf das Rätsel der Prinzessin Turandot und gewinnt sie damit als Gemahlin.
Er stellt der Prinzessin jedoch in Aussicht, sie von ihrem Heiratsversprechen zu entbinden, wenn sie bis Sonnenaufgang seinen Namen herausfinden würde.
Daraufhin befiehlt Turandot, dass niemand in Peking schlafen dürfe, alle sollten nach dem Namen des unbekannten Prinzen fahnden. Die Untertanen werden mit der Todesstrafe bedroht, falls sie den Namen nicht herausfinden sollten.
Boten verkünden: Questa notte nessun dorma in Pechino – ‚Diese Nacht soll niemand schlafen in Peking‘. Daraufhin wiederholt der Chor die Worte Nessun dorma. Auch Kalaf greift diese Worte zu Beginn der Arie auf und zeigt sich standhaft und gewiss, dass die Prinzessin das Geheimnis seines Namens nicht lösen wird.

## Text
| Italienisches Original Calaf Nessun dorma! Nessun dorma! Tu pure, o Principessa, nella tua fredda stanza guardi le stelle che tremano d’amore e di speranza! Ma il mio mistero è chiuso in me, il nome mio nessun saprà! No, no, sulla tua bocca lo dirò, quando la luce splenderà! Ed il mio bacio scioglierà il silenzio che ti fa mia! Chor Il nome suo nessun saprà … E noi dovrem, ahimè!, morir, morir! … Calaf Dilegua, o notte! Tramontate, stelle! Tramontate, stelle! All’alba vincerò! Vincerò! Vincerò! |  | Deutsche Übersetzung Calaf Keiner schlafe! Keiner schlafe! Auch du, oh Prinzessin, in deinem kalten Zimmer betrachtest die Sterne, welche beben vor Liebe und vor Hoffnung! Aber mein Geheimnis ist verschlossen in mir, meinen Namen wird niemand erfahren! Nein, nein, auf deinem Mund werde ich ihn nennen, wenn das Licht scheinen wird! Und mein Kuss wird das Schweigen schmelzen, was dich zu meinem macht! Chor Seinen Namen wird niemand erfahren … Und wir müssen, ach, sterben, sterben! … Calaf Verschwinde, oh Nacht! Geht unter, Sterne! Geht unter, Sterne! Zum Sonnenaufgang werde ich siegen! Werde ich siegen! Werde ich siegen! |  | Deutsch gesungener Text Calaf Keiner schlafe! Keiner schlafe! Auch du, Prinzessin, schläfst nicht, in deinen kalten Räumen blickst auf die Sterne, die flimmern von Liebe und Hoffnung träumen! Doch mein Geheimnis wahrt mein Mund, den Namen tu' ich keinem kund! Nein, nein, auf deinen Lippen sag ich ihn, sobald die Sonne scheinen wird! Mein Kuss allein soll dieses Schweigen lösen, durch das du mein wirst! Chor Wenn niemand seinen Namen weiß, dann müssen wir den Tod erleiden! Calaf Die Nacht entweiche, jeder Stern erbleiche! Jeder Stern erbleiche, damit der Tag ersteh und mit ihm mein Sieg! |

## Rezeption

### Interpreten
Seit der Uraufführung der Oper am 25. April 1926 durch Arturo Toscanini an der Mailänder Scala gehört die Arie zum Standardrepertoire aller großen Tenöre. Der Kalaf der Uraufführung war der spanische Tenor Miguel Fleta. Der lyrische Tenor Fritz Wunderlich sang die Arie 1958 unter dem deutschen Titel Keiner schlafe. 
Luciano Pavarotti erlangte mit Puccinis Arie große Popularität über die Opernbühne hinaus. Sie wurde der Höhepunkt vieler seiner Konzerte und führte in der Öffentlichkeit zu einer Identifizierung des Sängers mit diesem Werk. In dem Film Geliebter Giorgio (Yes, Giorgio), in dem Pavarotti die Hauptrolle und quasi sich selbst spielt, stellt die Arie eine Schlüsselszene am Schluss dar, als Pavarotti in der Rolle des Giorgio Fini als Kalaf endgültig seinen Durchbruch an der Met hat. 
Die Arie Nessun dorma war auch Teil des Programms der Drei Tenöre anlässlich der Fußball-Weltmeisterschaft 1990, die eine weltweite Einschaltquote von einer Milliarde erreichte. Der Mitschnitt dieses Konzerts gilt als erfolgreichste Klassik-DVD aller Zeiten.
Der bis dahin weitgehend unbekannte britische Tenor Paul Potts gewann 2007 mit einer Version von Nessun dorma die Castingshow Britain’s Got Talent, die auch die Single-Charts erreichte.
Die Übernahme dieser Aufnahme in einen Werbespot der Deutschen Telekom führte zu einer weiteren Popularisierung.
2012 sang die neunjährige Amira Willighagen die Arie in der TV-Show Holland’s Got Talent und gewann damit diesen Wettbewerb.
Andrea Bocelli sang Nessun dorma bei der Eröffnungsfeier zur Fußball-Europameisterschaft 2021 in Rom.

### Die Arie im Film
Nessun dorma wurde unter anderem in den Filmen Hereafter – Das Leben danach, Liebe hat zwei Gesichter, Die Hexen von Eastwick, Geliebter Giorgio, Der Anschlag, Hannibal, American Princess, The Killing Fields – Schreiendes Land, Kick It Like Beckham, Boxing Helena, Das Meer in mir, Philadelphia, Destiny – Einmal ganz oben stehen, Rezept zum Verlieben und auch kurz in Man on Fire, Die Insel, Toys, Die Furchtlosen Vier sowie in den Episoden der Fernsehserien Dr. House (Autopsie), Six Feet Under (Nobody Sleeps), Malcolm mittendrin (Deweys Oper) und den Tatort-Folgen Pechmarie (2006) und Die chinesische Prinzessin (2013) und Marvel’s Daredevil (Nelson und Murdock) verwendet. In Mission: Impossible – Rogue Nation (2015) taucht das Motiv bei mehreren Schlüsselszenen in der Filmmusik auf. Eine wiederkehrende Untermalung ist die Arie in der verfilmten Autobiographie von Enzo Ferrari, in der der Hauptdarsteller Sergio Castellitto eine Interpretation von Nessun dorma singt. Für den Episodenfilm Aria hat Ken Russell eine Episode zu dieser Arie gedreht. Eine Bearbeitung für Gitarre findet sich in der Serie Shaun das Schaf in der Folge mit dem Titel Gemüsefußball. In dem Film To Rome with Love von Woody Allen spielt die Arie ebenfalls eine zentrale Rolle.

### Instrumental-Versionen und Bearbeitungen in anderen Stilen
Zu den zahlreichen Adaptationen des Stückes gehört eine Bearbeitung der True-Metal-Band Manowar auf dem 2002 erschienenen Album Warriors of the World, eine Version von Albano Carrisi, der auch durch das italienische Duo Al Bano & Romina Power bekannt ist, und ein Rap von Mobb Deep (1997). Ferner gibt es Versionen von Michael Bolton, Sarah Brightman, Lester Bowie, Jeff Beck, Turin Brakes, Aretha Franklin und dem True Symphonic Rockestra. 
Bei ihrem Olympiasieg 2006 in Turin lief die japanische Eiskunstläuferin Shizuka Arakawa in der Kür zu einer Violinenfantasie dieser Musik. In der Dance-Szene erreichte eine von Lacrima gesampelte Version größere Bekanntheit.
Der deutsche Liedermacher Konstantin Wecker kreierte mit dem Stück Für meinen Vater seine eigene Version von Nessun dorma.
Das Original Vogtlandecho produzierte 2011 eine volkstümliche Version. Die klassische Version wurde beibehalten, jedoch mit Sequenzen aus der Volksmusik ergänzt.
Vom ehemaligen Scorpions-Gitarristen Uli Jon Roth wurde das 1998 erschienene Lied Bridge to Heaven des Albums Prologue to the Symphonic Legends adaptiert.
Instrumental-Versionen der Arie sind auch mit dem synthetischen japanischen Instrument Otamatone entstanden, das einen gesangs-ähnlichen Klang besitzt; bekannte Versionen sind unter anderem von Juanjo Monserrat und Manuel Fischer-Dieskau eingespielt worden.